# Zwangshypothek
Die Zwangshypothek (auch: Zwangssicherungshypothek) ist im Grundstücksrecht eine Sicherungshypothek, die per Gesetz oder im Rahmen der Zwangsvollstreckung auf Antrag eines Gläubigers von Amts wegen in das Grundbuch des Schuldners eingetragen wird.

## Allgemeines
Wie der Begriff bereits suggeriert, erfolgt die Eintragung dieser Hypothekenart nicht – wie ansonsten bei Grundpfandrechten üblich – durch freiwillige Bewilligung des Grundstückseigentümers, sondern sie ist ein staatliches Zwangsmittel im Rahmen der Zwangsvollstreckung.

## Geschichte
In der Vergangenheit nutzten auch Staaten dieses Mittel, um Grundbesitzer zwangsweise an den Folgen von Wirtschaftskrisen oder Kriegen zu beteiligen. In Deutschland war dies in den Jahren 1923 und 1948 der Fall. In der Praxis wirkten sich die Zwangshypotheken wie eine Zusatzsteuer für Grundeigentümer aus. Da Immobilien bei Währungsreformen wertstabil bleiben, wurde durch diese Maßnahme versucht, die hierdurch begünstigten Grundeigentümer stärker zu belasten.
Zwangsanleihen 1923
Im Jahre 1923 kam es in Deutschland zu einer Hyperinflation, deren Ursache in den Reparationszahlungen für den Ersten Weltkrieg lag. Im November 1923 beendete die Währungsreform mit der Einführung der Rentenmark diese Inflation. Für die Deckung des Kapitalbedarfs der neu zu gründenden zweiten Zentralbank („Deutsche Rentenbank“) belastete die Regierung den Grundbesitz in Landwirtschaft, Industrie und Gewerbe durch Zwangshypotheken in Höhe von 3,2 Milliarden Rentenmark.
Währungsreform in Deutschland 1948
Zur Finanzierung des Staatswesens im Zuge der Währungsreform 1948 wurden für alle Maßnahmen, die auf einen Ausgleich der durch den Zweiten Weltkrieg und seine wirtschaftlichen Folgen einschließlich der Währungsnachteile abzielten, ab Juni 1952 mit dem Lastenausgleichsgesetz alle im Privatvermögen befindlichen Immobilien mit einer Zwangshypothek in Höhe von 50 % des Einheitswertes von 1948 zu Gunsten der Bundesrepublik Deutschland belastet, welche in den folgenden 30 Jahren halbjährlich durch die Grundstückseigentümer abbezahlt werden musste.

## Rechtsfragen
Nach § 866 Abs. 1 ZPO kann die Zwangsvollstreckung in ein Grundstück oder grundstücksgleiches Recht (§ 870 ZPO) auf drei Arten erfolgen, nämlich durch Zwangsversteigerung, Zwangsverwaltung oder durch Eintragung einer Sicherungshypothek für die Forderung. Auf Antrag des Gläubigers trägt das Grundbuchamt auf der Grundlage eines vollstreckbaren Titels die Zwangshypothek ein (§ 867 Abs. 1 ZPO), ohne dass eine Bewilligung durch den Grundstückseigentümer erforderlich ist. Das vorläufig vollstreckbare Urteil aus dem Zwangsvollstreckungsverfahren bewirkt nach § 895 ZPO die Fiktion einer Bewilligung. Zur Vollstreckung aus der Zwangshypothek genügt dieser vorläufig vollstreckbare Titel, in dem gemäß § 867 Abs. 1 ZPO die Eintragung der Zwangshypothek vermerkt worden ist.
Die Zwangshypothek entsteht mit ihrer Eintragung (§ 873 Abs. 1 BGB, § 44 GBO, § 867 Abs. 1 Satz 2 ZPO), und zwar als Sicherungshypothek nach § 1184 BGB und stets als Buchhypothek (§ 1185 Abs. 1 BGB). Sie wird im Grundbuch als „Sicherungshypothek“ oder „Zwangshypothek“ bezeichnet (§ 1184 Abs. 2 BGB). Eine Sicherungshypothek darf nur für einen Betrag von mehr als 750 Euro eingetragen werden (§ 866 Abs. 3 ZPO). Anträge auf Eintragung einer Sicherungshypothek, einer Schiffshypothek oder eines Registerpfandrechts an einem Luftfahrzeug sind auch für titulierte Steuerforderungen möglich und gelten als Ersuchen im Sinne des § 38 GBO (§ 322AO).
Im Unterschied zu den anderen Vollstreckungsmaßnahmen ist die Zwangshypothek für den Gläubiger lediglich ein Sicherungsmittel. Allein durch die Eintragung der Zwangshypothek erhält er kein Geld. Die Zwangshypothek dient der Sicherung der Gläubigerforderung an der jeweils eingetragenen Rangstelle. Die Zwangshypothek steht einer vertraglich bestellten Sicherungshypothek gleich. Zwangsversteigerung und Zwangsverwaltung können nach Eintragung im Rang der Zwangshypothek betrieben werden.
Wird durch eine vollstreckbare Entscheidung die zu vollstreckende Entscheidung oder ihre vorläufige Vollstreckbarkeit aufgehoben oder die Zwangsvollstreckung für unzulässig erklärt oder deren Einstellung angeordnet, so erwirbt der Eigentümer des Grundstücks die Zwangshypothek (§ 868 Abs. 1 ZPO). Wird die durch die Zwangshypothek gesicherte Forderung bezahlt, erwirbt der Grundstückseigentümer die Zwangshypothek (§ 1163 Abs. 1 BGB), die damit zur Eigentümergrundschuld wird (§ 1177 BGB).
Über die Eintragung einer Zwangshypothek entscheidet der Rechtspfleger beim Grundbuchamt. Das Grundbuchamt wird insoweit auch als Vollstreckungsorgan tätig.
Wie alle Sicherungshypotheken kann auch die Zwangshypothek nur als Buchhypothek eingetragen werden (§ 1185 Abs. 1 BGB), die Ausstellung eines Hypothekenbriefs ist nicht statthaft.